# Los Cerralbos
Los Cerralbos – gmina w Hiszpanii, w prowincji Toledo, w Kastylii-La Mancha, o powierzchni 40,15 km². W 2011 roku gmina liczyła 459 mieszkańców.